# Ceragenia bicornis
Ceragenia bicornis là một loài bọ cánh cứng trong họ Cerambycidae.